# جامع مبرك الناقة
جامع مبرك الناقة هو جامع أثري في مدينة بصرى في سورية. يعد من أقدم الجوامع في تاريخ الإسلام. يعود بناؤه إلى بداية العهد الإسلامي، وتشير الروايات إلى أن الجامع بني في المكان الذي بركت فيه ناقة الرسول محمد صلى الله عليه وسلم في أحد رحلاته إلى الشام ومروره بمدينة بصرى قبل مطلع الإسلام وتم بناء الجامع ليكون مدرسة دينية ومسجد.